# Боровский уезд

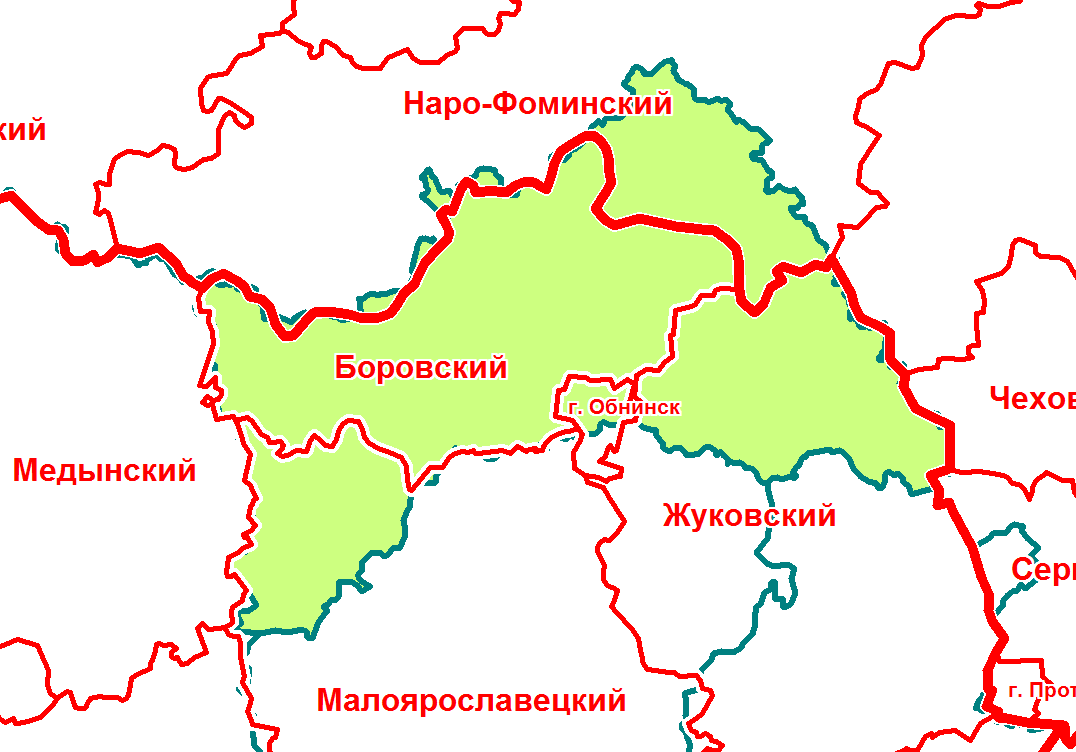
Боровский уезд в современной сетке районов

Бо́ровский уе́зд — административно-территориальная единица в составе Московской и Калужской губерний, существовавшая в 1708—1924 годах. Уездный город — Боровск.

## История
В 1565 году, когда царь Иван Грозный разделил Русское государство на опричнину и земщину, эти земли вошли в состав последней и находились там до конца 1567 года.
Юридически Боровский уезд был оформлен в 1708 году в ходе административной реформы Петра I, когда он был отнесён к Московской губернии. В 1719 году при разделении губерний на провинции отнесён к Московской провинции Московской губернии.
В годы правления царя Петра I был построен частный железный завод немецкого купца Меллера.
С 1776 по 1796 год Боровский уезд относился к Калужскому наместничеству, которое в 1796 году было преобразовано в Калужскую губернию.
После Октябрьской революции уезд в составе Калужской губернии вошёл в состав образованной в 1918 году РСФСР. В декабре 1918 года в Наро-Фоминский уезд Московской губернии были переданы селения Каменское, Клово, Курапово, Мельниково, Романово, Рыжково и Чичково из Чубаровской волости (эти селения переданы в Рождественскую волость), а затем Рождественская волость полностью. Год спустя Ильинская волость была переименована в Ленинскую, Никольская — в Люксембургскую, а Спасопрогнанская — в Свердловскую. В апреле 1923 года деревня Марково из Тарутинской волости передана в состав Стремиловской волости Серпуховского уезда Московской губернии.
Уезд был упразднён постановлением ВЦИК от 13 февраля 1924 года, его территория вошла в состав Малоярославецкого уезда.

## География
Площадь уезда составляла 1742 кв. верст. Уезд располагался в северной части Калужской губернии, занимая пограничную полосу вдоль течения реки Протвы. Кроме Протвы, через уезд протекала река Нара, протянувшаяся вдоль северо-восточной границы уезда и почти параллельно Протве. В юго-западной части уезда находилась река Лужа, вытекающая из Медынского уезда. Верховья Протвы прорезали уезд поперечно с севера на юг, деля его пополам. Западнее города Боровска лежали выдающиеся высоты Гжатско-Медынской гряды. Большая же часть уезда — низменная.

## Административное деление
В XVI—XVII века разделялся на станы и волости
1. Стан Бобольский.
2. Волость Вепрейская.
3. Стан Вешковский.
4. волость Галическая.
5. Стан Козлобродский.
6. Стан Исайковский.
7. Стан Ловышенский.
8. Стан Лужецкий.
9. Стан Околородный.
10. Стан Суходольский.
11. Стан Фефиловский.
12. Стан Ростуновский.
13. Стан Щитов.

В 1890 году в состав уезда входило 14 волостей
| № п/п | Волость                                                                                | Волостное правление | Число селений | Население |
| ----- | -------------------------------------------------------------------------------------- | ------------------- | ------------- | --------- |
| 1     | Добринская                                                                             | с. Добрино          | 21            | 4949      |
| 2     | Ильинская                                                                              | с. Ильинское        | 27            | 3864      |
| 3     | Каменская (селения Каменское, Клово, Курапово, Мельниково, Романово, Рыжково, Чичково) | с. Каменское        | 7             | 3220      |
| 4     | Красносельская                                                                         | с. Совьяки          | 20            | 3317      |
| 5     | Кривская                                                                               | с. Тимашово         | 25            | 4865      |
| 6     | Куриловская                                                                            | д. Маринки          | 26            | 2690      |
| 7     | Никольская                                                                             | д. Щиглево          | 30            | 3951      |
| 8     | Рождественская                                                                         | с. Рождественское   | 18            | 4797      |
| 9     | Рощинская                                                                              | с. Роща             | 17            | 6452      |
| 10    | Серединская                                                                            | с. Серединское      | 18            | 3276      |
| 11    | Спасо-Прогнанская                                                                      | д. Воробьи          | 20            | 2284      |
| 12    | Тарутинская                                                                            | с. Тарутино         | 6             | 2386      |
| 13    | Чубаровская                                                                            | с. Чубарово         | 24            | 2852      |
| 14    | Юрьевская                                                                              | с. Юрьево           | 14            | 3175      |

В 1913 году в уезде было 11 волостей: упразднены Каменская (вошла в Чубаровскую волость), Куриловская (вошла в Тарутинскую волость), Юрьевская (вошла в Серединскую волость) волости.

## Население
По данным переписи 1897 года, в уезде проживало 53 291 человек. В том числе русские — 99,9 %. В уездном городе Боровске проживало 8414 человек.
| Год  | Численность | Численность |
| ---- | ----------- | ----------- |
| 1851 | 59 539      | [ 9 ]       |
| 1859 | 62 267      | [ 10 ]      |
| 1897 | 53 291      |             |
| 1912 | 61 393      | [ 11 ]      |
| 1913 | 62 027      | [ 12 ]      |
| 1915 | 63 523      | [ 13 ]      |
| 1916 | 63 933      | [ 14 ]      |
| 1920 | 45 618      | [ 15 ]      |